# Григорій Ходкевич
Григо́рій Ходке́вич (? — 12 листопада 1572) — державний діяч і воєначальник Великого князівства Литовського, магнат і гетьман. Заснував друкарню в Заблудові (північне Підляшшя, українсько-білоруське суміжжя), де працював Іван Федоров (1569–1570).

## Біографія
Походить з відомого роду магнатів. З середини XVI століття посідав високі посади підкоморія дворного Литовського (1544—1559), воєводи Вітебського (з 1554), воєводи Київського (1555), каштеляна Троцького (з 1559), гетьмана польного литовського (з 1561), каштеляна віленського (з 1564), гетьмана великого Литовського (з 1566). Також — староста Тикоцинський, Ковенський, Гродненський, Могильовський.
Призначення Ходкевича київським воєводою пояснюють, зокрема, тим, що цю посаду обіймав його дід (взятий у полон Менглі I Гераєм у 1482 році). Завданням самого Григорія було налагодження оборони Києва та підпорядкованих йому земель від нападів кримців та ногаїв. Справа ця потребувала чималих коштів — між воєводою і киянами постійно спалахували конфлікти навколо податків і мит, адже містяни міцно трималися за надані їм привілеї та полегшення, а Ходкевич невтомно вишукував все нові способи здобуття грошей.
З початком Лівонської війни Ходкевич поступився посадою київського воєводи сину Костянтина Острозького — Василю-Костянтину. На війні проявив себе не лише як полководець, а й як дипломат, бо намагався переманити на свій бік московських воєначальників. Найгучнішим військовим тріумфом Ходкевича стала битва на Улі в 1564 році, в який він командував кіннотою і завдав вирішального удару по ворогу. Після битви на бік литовців перейшов Андрій Курбський, один з найкращих полководців Івана IV. Ходкевич пропонував перенести війну на терени Московії, наполягаючи, що без цього загроза від неї буде постійною.
Після Ули Сигізмунд II призначив Ходкевича на посаду великого гетьмана литовського. Його ж вважають автором першого військового статуту Великого князівства — «Артикулів гетьманських».
У 1568 році заснував друкарню при православному монастирі в містечку Заблудові Гродненського повіту (нині Білостоцького повіту Підляського воєводства в Польщі), де продовжили свою діяльність руські першодрукарі Іван Федорович і Петро Мстиславець, що втекли від переслідувань з Москви.
У Заблудівській друкарні надруковано Учительне Євангеліє — збірка бесід і повчань з тлумаченням євангельських текстів (1569, збереглися 44 екземпляри), з гербом Григорія Ходкевича на обороті титульного листа і передмова якого написана від імені Григорія Ходкевича, Псалтир з часословом (1570, збереглися 4 екземпляри).
Був прихильником самостійності Великого князівства Литовського і супротивником Люблінської унії. Протестуючи проти федерального об'єднання з Королівством Польським у Республіку Обидвох Націй (Річ Посполиту), у 1569 році відмовився від всіх державних і адміністративних посад.
Тиск католицького духівництва змусив Григорія Ходкевича в 1570 році відмовитися і від підтримки кириличного православного книгодрукування.

## Сім'я
Був одружений зі старшою або молодшою сестрою Дмитра Вишневецького Катериною Іванівною. Діти:
- Андрій;
- Олександр — староста гродненський, могильовський, дружина — Олександра Тишкевич;
- Олександра;
- Ганна — дружина київського каштеляна Павла Сапіги;
- Софія — перша[14] чи друга[15] дружина Філона Семеновича Кміти.